# Nepsera aquatica
Nepsera es un género monotípico de plantas con flores pertenecientes a la familia Melastomataceae. Su única especie: Nepsera aquatica, es originaria de América. 

## Descripción
Son subarbustos erectos, que alcanzan un tamaño de menos de 1 m de alto; ramas cuadradas, puberulento-glandulares. Hojas elíptico-ovadas, 1.5–6 cm de largo y 0.8–3 cm de ancho, ápice agudo a acuminado, base redondeada a cordada, margen serrado, haz hírtula, envés puberulento-glandular mayormente en los nervios elevados, 5–7-nervias. Inflorescencias en dicasios paniculiformes, divaricados, terminales, flores 4-meras; hipantos maduros suburceolados, 2.5–3 mm de largo, glabros; lobos del cáliz subulados, persistentes; pétalos elípticos a elíptico-lanceolados, 5–7.5 mm de largo, blancos; estambres 8, erectos, isomorfos pero alternadamente algo desiguales en longitud, anteras linear-subuladas, 3.5–4 mm de largo, cada una con un poro inclinado ventralmente, conectivo prolongado 0.5 mm por debajo de las tecas y modificado en 2 espolones ventrales, ca 0.5 mm de largo, vueltos hacia arriba. Fruto una cápsula 3-locular; semillas cocleadas, 0.5 mm de largo, foveoladas.

## Distribución y hábitat
Especie ocasional, se encuentra en sabanas de pinos, bosques de galería, en la zona atlántica; a una altitud de  0–500 m de altura; fl y fr feb–jul; desde Belice hasta el centro de Brasil y en las Antillas.  

## Taxonomía
Nepsera aquatica fue descrita por (Aubl.) Naudin y publicado en Annales des Sciences Naturelles; Botanique, sér. 3 13(1): 28–29, t. 14, f. 1. 1850.
Sinonimia
- Aciotis aquatica (Aubl.) D. Don ex Loudon
- Homonoma aridum Bello
- Melastoma aquaticum Aubl.
- Rhexia aquatica (Aubl.) Gouan
- Rhexia aquatica (Aubl.) Sw.
- Spennera aquatica (Aubl.) Mart. ex DC.
- Spennera hydrophila Miq.[1][3]